# Брайер, Стивен
Стивен Брайер (англ. Stephen Breyer; род. 15 августа 1938, Сан-Франциско, Калифорния) — американский юрист, член Верховного суда США в 1994—2022 годах. Был номинирован президентом США Биллом Клинтоном. До назначения на пост члена Верховного суда был председателем Апелляционного суда первого округа.

## Биография
Родился в еврейской семье Анны Робертс и Ирвинга Джеральда Брайера. Окончил Стэнфордский университет, а затем учился в юридической школе Гарварда, где затем преподавал. Среди его учителей был один из «архитекторов» нюрнбергского процесса Б. Каплан.
Брайер свободно владеет французским языком.
С 1980 по 1994 годы он был судьёй в Апелляционного суда первого округа (с 1990 по 1994 годы был председателем этого суда).
После отставки Гарри Блэкмана, для заполнения вакансии, Брайер был номинирован Президентом Клинтоном на пост члена Верховного суда. После утверждения Сенатом, он 3 августа 1994 года вступил в должность.
Считается одним из либеральных членов суда.
Член Американского философского общества (2004).
26 января 2022 года стало известно, что Брайер уйдет в отставку с поста судьи Верховного суда, что сам Брайер подтвердил на следующий день. Отставка Брайера вступила в силу 30 июня 2022 года. В тот же день в должность вступила его преемница Кетанджи Браун Джексон, выдвинутая в Верховный суд США президентом Джо Байденом и работавшая когда-то судебным клерком (помощником) Брайера.